# Galerie Forum Wels
Die Galerie Forum Wels ist die Kunstgalerie der Künstlergilde Wels in der Stadt Wels in Oberösterreich.

## Geschichte
1951 wurde bei der Messe Wels auf Initiative der Volkshochschule Wels mit dem Leiter Oberst a. D. Rudolf Eibl und dem Obmann der Arbeitsgemeinschaft der Welser Künstlerschaft Professor Adalbert Wille die Ausstellung Welser Kunstschaffen durchgeführt. Dabei wurde die Gründung der Künstlergilde Wels angestoßen und gleichzeitig die Künstlergruppe Traunviertler Kunst aufgelöst.
1966 konnte im Welser Einrichtungshaus Möbel Mocnik die Künstlergilde die Galerie „m“ mit dem Leiter Helmut Berger beginnen. Später übersiedelte die Galerie in einen umgebauten Roßstall im Hof des Hotels Parzer am Kaiser-Josef-Platz und änderte die Nennung in Gulden-Galerie. 1976 wurde die Galerie der Stadt Wels begonnen und die Ausstellung 25 Jahre Welser Künstlergilde durchgeführt und mit dem Landtagsabgeordneten und Kulturreferenten Werner Wigelbeyer eröffnet.
1978 erfolgte die Übersiedlung der Gulden-Galerie in den Haas-Hof am Stadtplatz und begann mit der Nennung Galerie Forum. 1988 wurde die Räumlichkeit der Galerie gekündigt und die Ausstellungen in den Gemeinderatssaal der Marktgemeinde Thalheim bei Wels verlegt. Seit 1990 befindet sich die Galerie Forum im Volksbank-Haus in der Stadt Wels.
2002 wurde die Ausstellung 50 Jahre Künstlergilde Wels gemeinsam mit der Galerie der Stadt Wels mit Kurator G. Mayer durchgeführt. Im Archiv wurden von 1951 bis 2001 108 Gilde-Mitglieder geführt und im genannten Zeitraum annähernd 300 Ausstellungen gezeigt.

## Einzelausstellungen
2012
- Franz Weiß Vier Jahreszeiten

2014
- Eckart Sonnleitner Malerei & Kalligrafie

2015
- Karl Odorizzi Mein Art Informel
- Eva Fischer Texte und Bilder
- Karin Hannak Pink Dream

2016
- Johannes Angerbauer-Goldhoff 27 Jahre Social Gold Relikte

## Leitung der Künstlergilde Wels
- 1951–1953 Adalbert Wille
- 1953–1976 Hermann Schweigl
- 1976–1979 Gottfried Alexander Nowak
- 1979 Siegfried Kasberger
- 1979–1985 Hermann Schweigl
- 1985–1988 Henk Stolk
- 1988–1995 Helmut Berger
- 1995–2001 Ferdinand Kirchschläger
- 2001–2022 Wolfgang Maria Reiter[2]
- seit 2023 Isabella Minniberger-Lehner